# Lagisca torbeni
Lagisca torbeni är en ringmaskart som beskrevs av Kirkegaard 1995. Lagisca torbeni ingår i släktet Lagisca och familjen Polynoidae.
Artens utbredningsområde är havet kring Nya Zeeland. Inga underarter finns listade i Catalogue of Life.